# Draft 1983 de la NBA
1982 1984
La draft 1983 de la NBA est la 37e draft annuelle de la National Basketball Association (NBA), se déroulant en amont de la saison 1983-1984. Elle s'est tenue le 28 juin 1983 à New York. Un total de 226 joueurs ont été sélectionnés en 10 tours,.
Lors de cette draft, 23 équipes de la NBA choisissent à tour de rôle des joueurs évoluant au basket-ball universitaire américain, ainsi que des joueurs internationaux. Si un joueur quittait l’université plus tôt, il devenait éligible à la sélection.
Les deux premiers choix de la draft se décident entre les deux équipes arrivées dernières de leur division l'année précédente, à l'issue d'un pile ou face. Les choix de premier tour restant et les choix de draft sont affectés aux équipes dans l'ordre inverse de leur bilan victoires-défaites lors de la saison 1982-1983.
Le premier choix de draft est Ralph Sampson, choisi par les Rockets de Houston, en provenance des Cavaliers de la Virginie. Il remporte le titre de NBA Rookie of the Year à l'issue de sa première saison.
Manute Bol, choisi en 97e position par les Clippers de San Diego, n'a pas pu faire son entrée dans la ligue puisque son passeport indiquait un âge de 19 ans, insuffisant au regard du règlement de la draft, donc sa sélection fut annulée.
Sampson, en compagnie de Clyde Drexler, sont les deux seuls joueurs de cette draft à avoir été intronisés au Basketball Hall of Fame à l'issue de leurs carrières.

## Draft
| ^ | Signale un joueur qui a été intronisé au Basketball Hall of Fame                                                                |
| * | Signale un joueur qui a été sélectionné pour au moins un match annuel NBA All-Star Game et une récompense annuelle All-NBA Team |
| + | Signale un joueur qui a été sélectionné pour au moins un match annuel NBA All-Star Game                                         |
| R | Signale le joueur qui a remporté le titre de NBA Rookie of the Year                                                             |

### Premier tour
| Choix | Nom               | Position       | Nationalité | Équipe                                                                   | Provenance                       |
| ----- | ----------------- | -------------- | ----------- | ------------------------------------------------------------------------ | -------------------------------- |
| 1     | Ralph Sampson^ R  | Pivot          | États-Unis  | Rockets de Houston                                                       | Cavaliers de la Virginie         |
| 2     | Steve Stipanovich | Pivot          | États-Unis  | Pacers de l'Indiana                                                      | Tigers du Missouri               |
| 3     | Rodney McCray     | Ailier         | États-Unis  | Rockets de Houston                                                       | Cardinals de Louisville          |
| 4     | Byron Scott       | Arrière        | États-Unis  | Clippers de San Diego                                                    | Sun Devils d'Arizona State       |
| 5     | Sidney Green      | Ailier fort    | États-Unis  | Bulls de Chicago                                                         | Rebels d'UNLV                    |
| 6     | Russell Cross     | Pivot          | États-Unis  | Warriors de Golden State                                                 | Boilermakers de Purdue           |
| 7     | Thurl Bailey      | Ailier         | États-Unis  | Jazz de l'Utah                                                           | Wolfpack de North Carolina State |
| 8     | Antoine Carr      | Ailier fort    | États-Unis  | Pistons de Détroit                                                       | Shockers de Wichita State        |
| 9     | Dale Ellis*       | Arrière        | États-Unis  | Mavericks de Dallas                                                      | Volunteers du Tennessee          |
| 10    | Jeff Malone+      | Arrière        | États-Unis  | Bullets de Washington                                                    | Bulldogs de Mississippi State    |
| 11    | Derek Harper      | Meneur Arrière | États-Unis  | Mavericks de Dallas (des Hawks d'Atlanta via les Cavaliers de Cleveland) | Fighting Illini de l'Illinois    |
| 12    | Darrell Walker    | Arrière        | États-Unis  | Knicks de New York                                                       | Razorbacks de l'Arkansas         |
| 13    | Ennis Whatley     | Meneur         | États-Unis  | Kings de Kansas City                                                     | Crimson Tide de l'Alabama        |
| 14    | Clyde Drexler^    | Arrière        | États-Unis  | Trail Blazers de Portland                                                | Cougars de Houston               |
| 15    | Howard Carter     | Arrière        | États-Unis  | Nuggets de Denver                                                        | Tigers de LSU                    |
| 16    | Jon Sundvold      | Meneur         | États-Unis  | SuperSonics de Seattle                                                   | Tigers du Missouri               |
| 17    | Leo Rautins       | Ailier         | Canada      | 76ers de Philadelphie (des Nets du New Jersey)                           | Orange de Syracuse               |
| 18    | Randy Breuer      | Pivot          | États-Unis  | Bucks de Milwaukee                                                       | Golden Gophers du Minnesota      |
| 19    | John Paxson       | Meneur         | États-Unis  | Spurs de San Antonio                                                     | Fighting Irish de Notre Dame     |
| 20    | Roy Hinson        | Pivot          | États-Unis  | Cavaliers de Cleveland (des Suns de Phoenix)                             | Scarlet Knights de Rutgers       |
| 21    | Greg Kite         | Pivot          | États-Unis  | Celtics de Boston                                                        | Cougars de BYU                   |
| 22    | Randy Wittman     | Arrière        | États-Unis  | Bullets de Washington (des Lakers de Los Angeles)                        | Hoosiers de l'Indiana            |
| 23    | Mitchell Wiggins  | Arrière        | États-Unis  | Pacers de l'Indiana (des 76ers de Philadelphie)                          | Seminoles de Florida State       |
| 24    | Stewart Granger   | Meneur         | Canada      | Cavaliers de Cleveland                                                   | Wildcats de Villanova            |

### Joueurs notables sélectionnés dans les tours suivants
| Choix | Nom            | Position  | Nationalité | Équipe                | Provenance                  |
| ----- | -------------- | --------- | ----------- | --------------------- | --------------------------- |
| 30    | Mark West      | Pivot     | États-Unis  | Mavericks de Dallas   | Monarchs d'Old Dominion     |
| 31    | Doc Rivers+    | Meneur    | États-Unis  | Hawks d'Atlanta       | Golden Eagles de Marquette  |
| 48    | Craig Ehlo     | Arrière   | États-Unis  | Rockets de Houston    | Cougars de Washington State |
| 54    | Bob Hansen     | Arrière   | États-Unis  | Jazz de l'Utah        | Hawkeyes de l'Iowa          |
| 68    | Craig Robinson | Intérieur | États-Unis  | Celtics de Boston     | Cavaliers de la Virginie    |
| 97    | Manute Bol     | Pivot     | Soudan      | Clippers de San Diego | Bridgeport University       |
| 139   | Sedale Threatt | Arrière   | États-Unis  | 76ers de Philadelphie | West Virginia Tech          |